# Cesare Milani
Cesare Milani (født 4. januar 1905 i Livorno, død 21. juni 1956) var en italiensk roer og dobbelt olympisk medaljevinder.
Milani var styrmand i forskellige bådtyper. I 1926 var han med i den italienske toer med styrmand, der vandt EM-sølv og som blev europamestre de to følgende år. Han var første gang med til OL i 1928 i Amsterdam, hvor hans båd vandt sit indledende heat, men ikke fuldførte i kvartfinalen. Derefter skiftede han til Italiens otter, som blev hans båd resten af karrieren, blev europamestre med denne i 1929 og vandt EM-sølv de to følgende år. Italienerne stillede op ved OL 1932 i Los Angeles og vandt deres indledende heat klart. I finalen blev de kun besejret af hjemmebanefavoritterne fra USA, mens Canada sikrede sig bronzemedaljerne. Bådens besætning bestod desuden af Renato Barbieri, Mario Balleri, Renato Bracci, Vittorio Cioni, Guglielmo del Bimbo, Enrico Garzelli, Roberto Vestrini og Dino Barsotti, hvoraf størstedelen også var med i de foregående EM-konkurrencer.
Milani var igen med til at vinde EM-sølv i 1933. Han var desuden med til at vinde i alt tre italienske mesterskaber i toer med styrmand samt tolv med otteren mellem 1929 og 1941 - alle som medlem af UC Livornesi.
Han var en af en de roere, der fortsat var med ved OL 1936 i Berlin, hvor italienerne i indledende heat blev besejret af den ungarske båd, men i opsamlingsheatet (semifinalen) sikrede de sig med en sejr plads i finalen. Her førte italienerne efter ca. en tredjedel, men den amerikanske båd tog føringen efter endnu en tredjedel og holdt den til mål og sejr. Italienerne formåede at hold den tyske båd bag sig og sikrede sig endnu en OL-sølvmedalje, mens tyskerne vandt bronze.
Hans opnåede endnu to store internationale resultater, da han først i 1937, som en af blot to af 1929-europamestrene, vandt sit andet europamesterskab i otteren og i 1938 vandt EM-bronze.

## OL-medaljer
- 1932:  Sølv i otter
- 1936:  Sølv i otter